# Каспийское море
Каспи́йское мо́ре (Ка́спий, от лат. Caspium mare или др.-греч. Κασπία θάλασσα, Kaspía thálassa) — крупнейший на Земле замкнутый водоём, который может классифицироваться как самое большое бессточное озеро либо как море — из-за своих размеров, происхождения, глубины, солёности, а также из-за того, что его ложе образовано земной корой океанического типа.
Расположено на стыке Европы и Азии. Вода в Каспии солоноватая, — от 0,05 ‰ близ устья Волги до 11-13 ‰ на юго-востоке. Уровень воды подвержен колебаниям, что оказывает влияние на размеры и глубину моря. При уровне 2009 года на 27,16 м ниже уровня Мирового океана, площадь Каспийского моря составляет примерно 390 000 км², максимальная глубина — 1025 м.

## Этимология

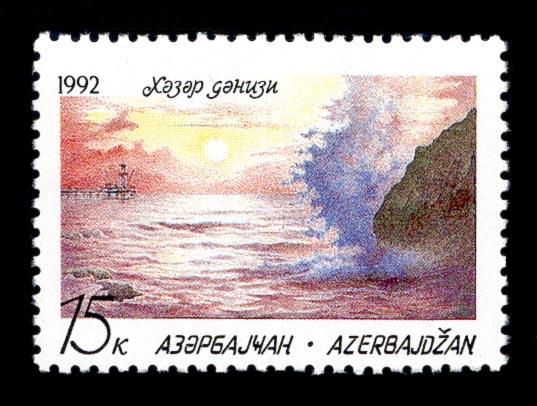
Почтовая марка Азербайджана

Современное русское название, вместо др.-рус. Хвалисьское море (Повесть временных лет) — новое, книжное — выводится из лат. Caspium Mare, или Caspium pelagus, и др.-греч. Κασπία θάλασσα (Kaspía thálassa), Κάσπιον πέλαγος (Káspion pélagos; Страбон и др.), и, по одной из гипотез, получило своё название по древним племенам каспиев, живших в 1-м тыс. до н. э. на юго-западном побережье этого моря.
В различные периоды истории Каспийское море имело около 70 наименований у разных племён и народов. В Азербайджане Каспийское море и сегодня называют Хазарским а в Иране Мазендеранским (по названию народа, населяющего одноимённую прибрежную провинцию Ирана).
В турецких источниках кроме Хазара встречаются названия: Oğuz Denizi (Огузское море), Ak Deniz (Белое море), Kuzgun Deniz (Море Кузгун).

## Географическое положение
Каспийское море расположено на границе Европы и Азии. Протяжённость моря с севера на юг — примерно 1200 километров (36°34'—47°13' с. ш.), с запада на восток — от 195 до 435 километров, в среднем 310—320 километров (46°—56° в. д.).
По физико-географическим условиям Каспийское море условно делится на три части:
1. Северный Каспий (25 % площади моря),
2. Средний Каспий (36 %),
3. Южный Каспий (39 %)[7].

Условная граница между Северным и Средним Каспием проходит по линии остров Чечень — мыс Тюб-Караган, между Средним и Южным Каспием — по линии остров Чилов — мыс Ган-Гулу.

### Побережье

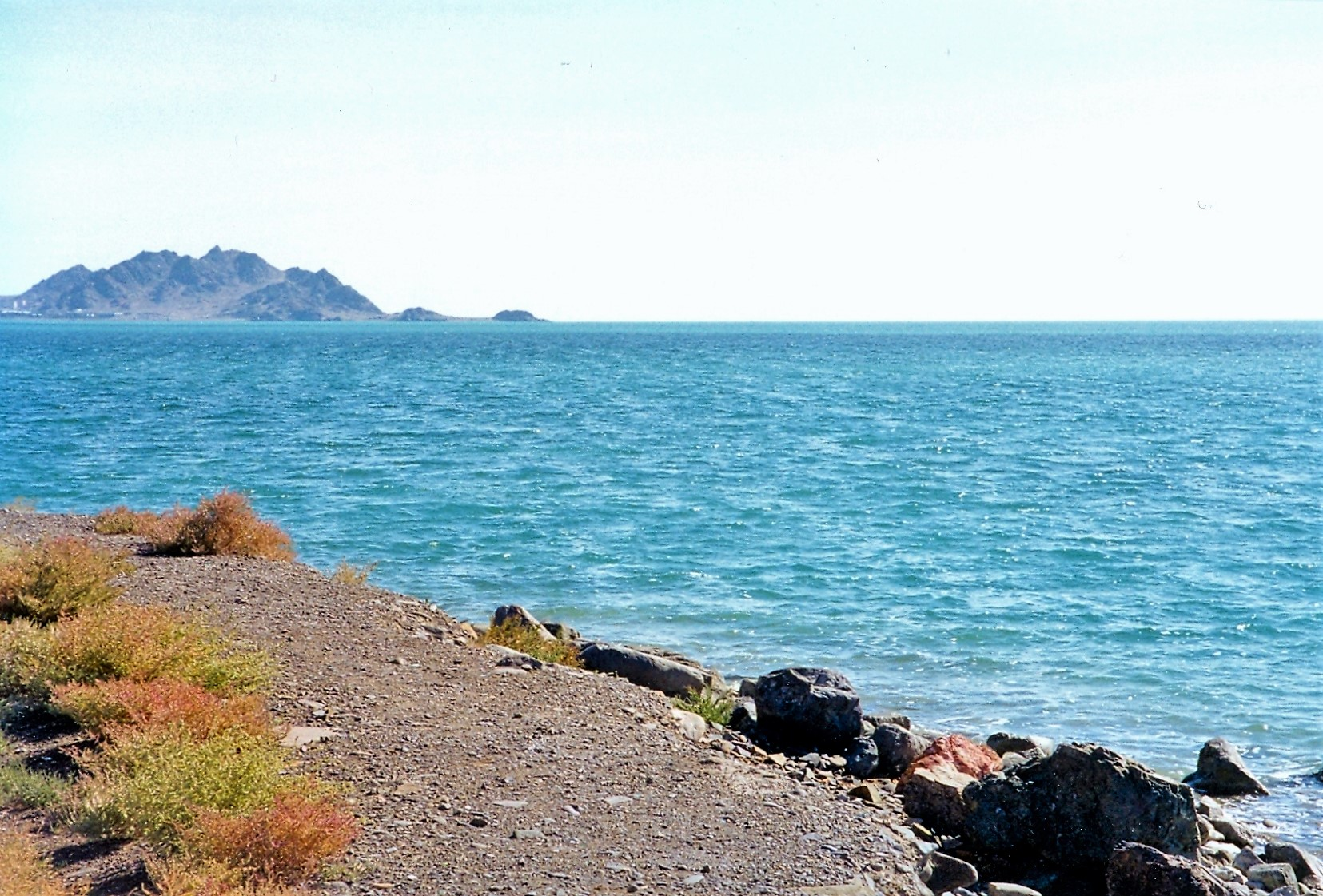
Побережье Каспийского моря в Туркменистане

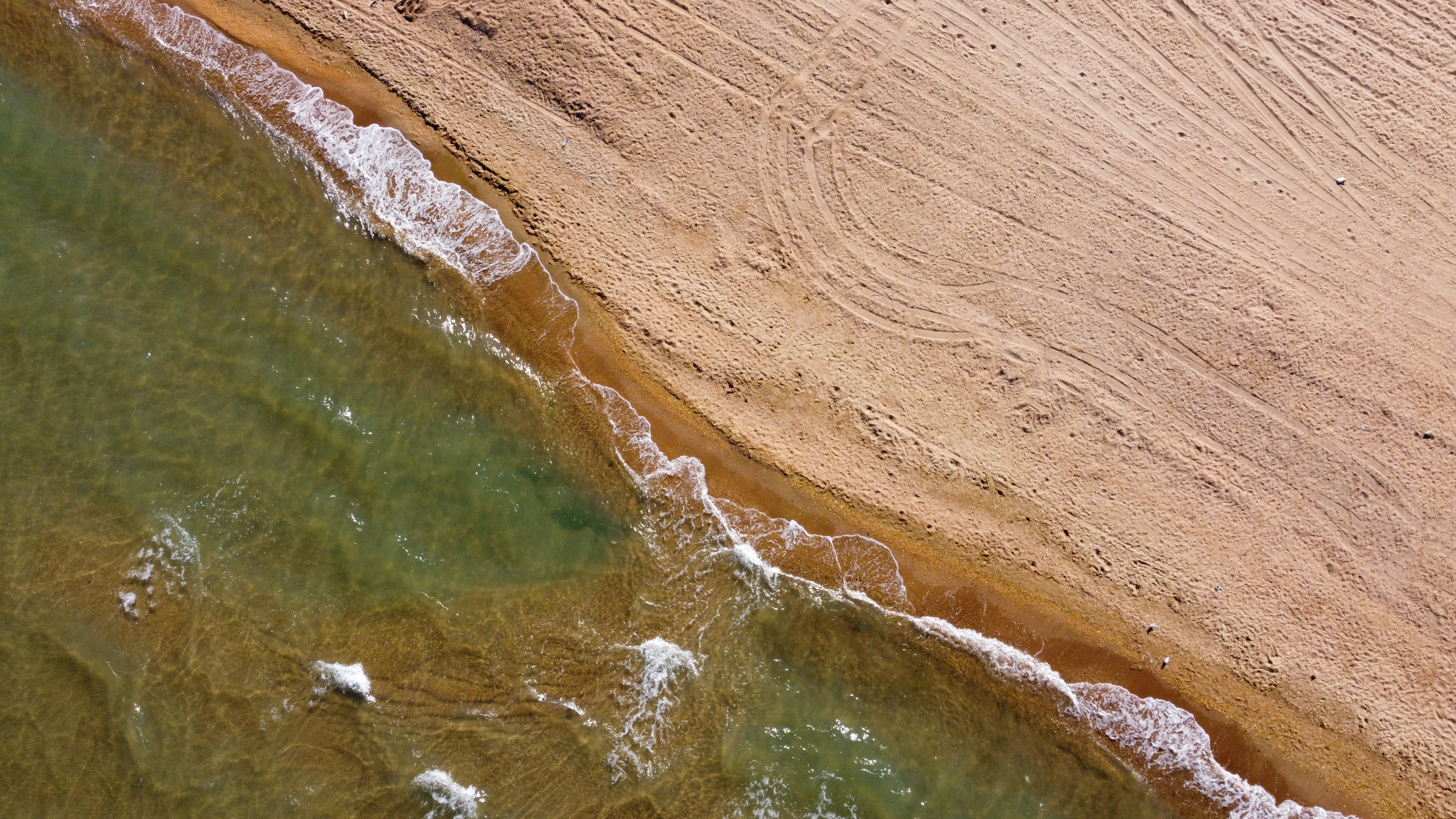
Пляжи в Дагестане

Прилегающая к Каспийскому морю территория называется Прикаспием.
Протяжённость береговой линии Каспийского моря оценивается примерно в 6500—6700 километров, с островами — до 7000 километров. Берега — преимущественно низменные и гладкие. В северной части береговая линия изрезана водными протоками и островами дельты Волги и Урала, берега низкие и заболоченные, а водная поверхность во многих местах покрыта зарослями. На восточном побережье преобладают известняковые берега, примыкающие к полупустыням и пустыням. Наиболее извилистые берега — на западном побережье в районе Апшеронского полуострова и на восточном побережье в районе Казахского залива и Кара-Богаз-Гола.

### Полуострова
Крупные полуострова:
1. Апшеронский полуостров, расположен на западном побережье Каспия на территории Азербайджана, на северо-восточном окончании Большого Кавказа. На его территории расположены города Баку и Сумгаит.
2. Мангышлак, расположен на восточном побережье Каспия, на территории Казахстана, на его территории находится город Актау.
3. Аграханский полуостров
4. Бузачи
5. Мианкале
6. Тюб-Караган
7. Адам өтпес шалбар[каз.]
8. Акшиканак[каз.]
9. Маслинский[каз.]

### Острова
В силу серьёзных колебаний уровня воды в Каспии количество островов и их площадь подвержены изменениям. По состоянию на начало XXI века в его акватории имелось около 50 крупных и средних островов общей площадью примерно 350 квадратных километров.
Наиболее крупные острова:
- Ашур-Ада
- Гарасу
- Гум
- Даш-Зиря
- Бёюк-Зиря
- Зенбиль
- Кюр-Дашы
- Хере-Зире
- Огурчинский
- Сенги-Муган
- Тюлений
- Тюленьи острова
- Чечень
- Чигиль

### Заливы
Крупные заливы:
1. Аграханский залив
2. Казахский залив
3. Кайдак
4. Кизлярский залив
5. Кызылагадж
6. Мангышлакский залив
7. Туркменбашы
8. Туркменский залив
9. Эсенгулы
10. Гызлар
11. Гиркан (бывший Астарабад)
12. Энзели (бывший Пехлеви)
13. Кара-Богаз-Гол
14. Баба (шығанақ)[каз.]
15. Забурунье[каз.]
16. Синее Морцо[каз.]
17. Тасқолтық шығанағы[каз.]
18. Кочак[каз.]

### Проливы
- Апшеронский пролив (Азербайджан)
- Челекено-Огурчинский пролив (Туркменистан)
- Кара-Богаз-Голский пролив (Туркменистан)

#### Кара-Богаз-Гол

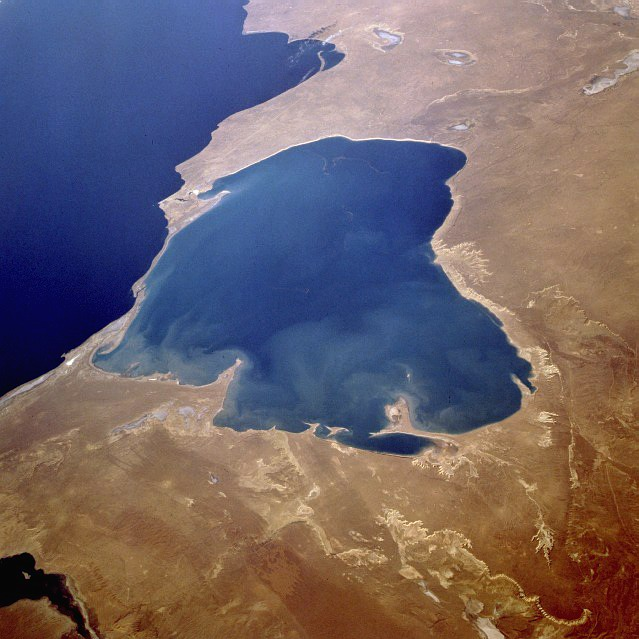
Залив Кара-Богаз-Гол в сентябре 1995 года

У восточного побережья Каспийского моря, на территории Туркменистана находится солёное озеро Кара-Богаз-Гол, до 1980 года представлявшее собой залив-лагуну Каспийского моря, соединённое с ним узким проливом. В 1980 году построена дамба, отделяющая Кара-Богаз-Гол от Каспийского моря, в 1984 году построено водопропускное сооружение, после чего уровень Кара-Богаз-Гола опустился на несколько метров. В 1992 году пролив восстановлен, по нему вода уходит из Каспийского моря в Кара-Богаз-Гол и там испаряется. Ежегодно из Каспийского моря в Кара-Богаз-Гол поступает 8—10 кубических километров воды (по другим данным — 25 кубических километров) и около 15 млн тонн соли.
Кара-Богаз-Гол выполняет роль испарителя моря и регулятора солёности воды.

### Реки, впадающие в Каспийское море

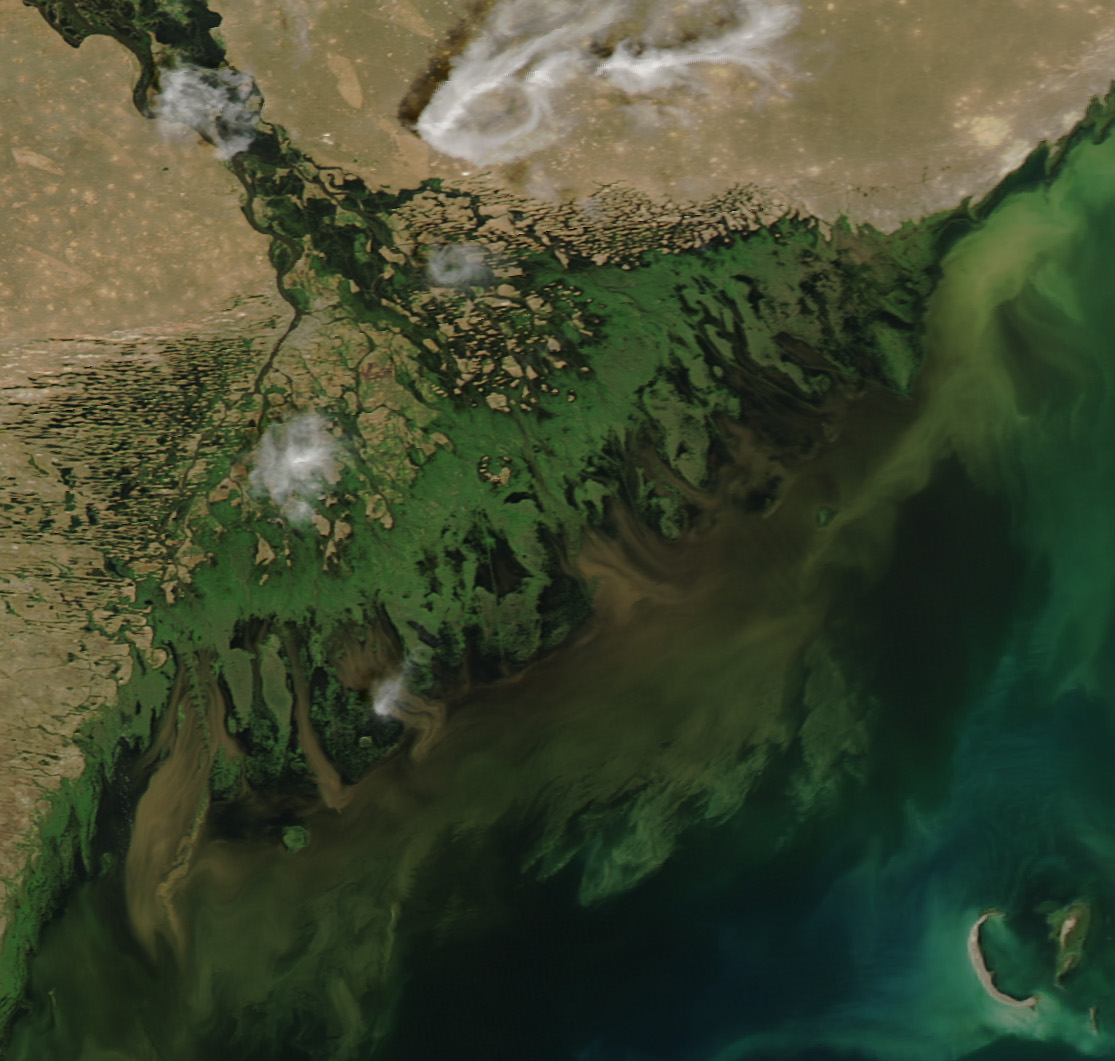
Дельта Волги. Вид из космоса

В Каспийское море впадает 130 рек, из них девять рек имеют устье в форме дельты. Реки, впадающие в Каспийское море — Волга, Дарвагчай, Рубас, Сулак, Самур, Терек (Россия), Урал, Эмба (Казахстан), Кура (Азербайджан), Атрек (Туркменистан), Горган, Сефидруд (Иран), Тарнаирка. Крупнейшая река, впадающая в Каспийское море — Волга, её среднегодовой водосток составляет 215—224 км³. Волга, Урал, Терек, Сулак и Эмба дают до 88—90 % годового водостока в Каспийское море. Среднегодовой речной приток в море составляет 290 км³.
По результатам исследования русла бывшей, а ныне высохшей реки Узбой и протока, соединявшего Сара-Камышскую впадину с Каспийским морем, установлено, что до исчезновения Узбоя при большом подъёме воды в Сарыкамышском озере иногда происходил сток воды в Каспий.

### Прибрежные государства

Прибрежные государства Каспийского моря

Согласно Межправительственной экономической конференции Прикаспийских государств:
Каспийское море омывает берега пяти прибрежных государств:
- Азербайджан — на юго-западе, длина береговой линии около 955 километров;
- Иран — на юге, длина береговой линии — около 724 километров;
- Казахстан — на севере, северо-востоке и востоке, длина береговой линии около 2320 километров;
- Россия — на западе и северо-западе, длина береговой линии около 695 километров;
- Туркменистан — на юго-востоке, длина береговой линии около 1200 километров[14].

### Города на побережье Каспийского моря
Россия

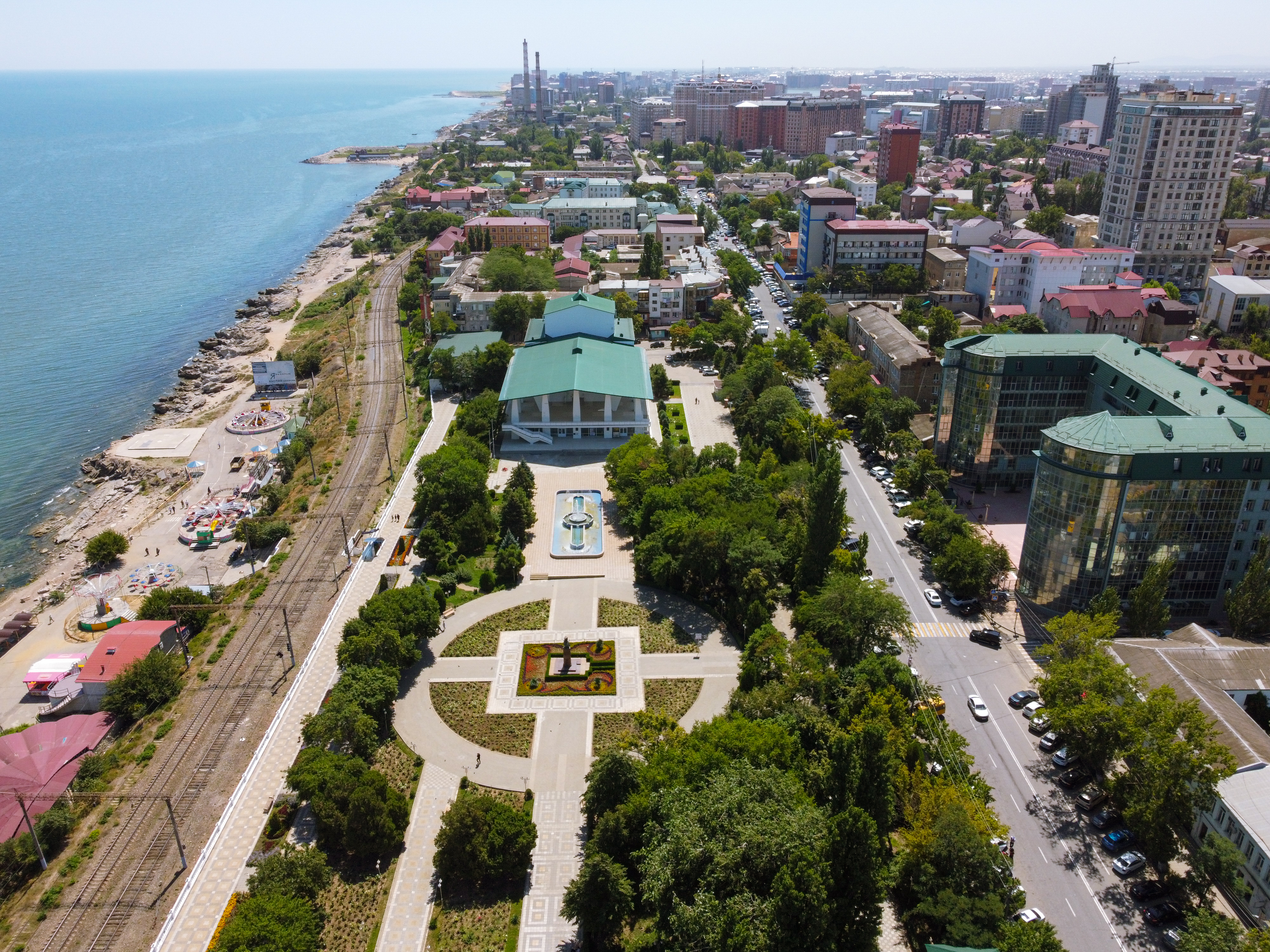
Махачкала

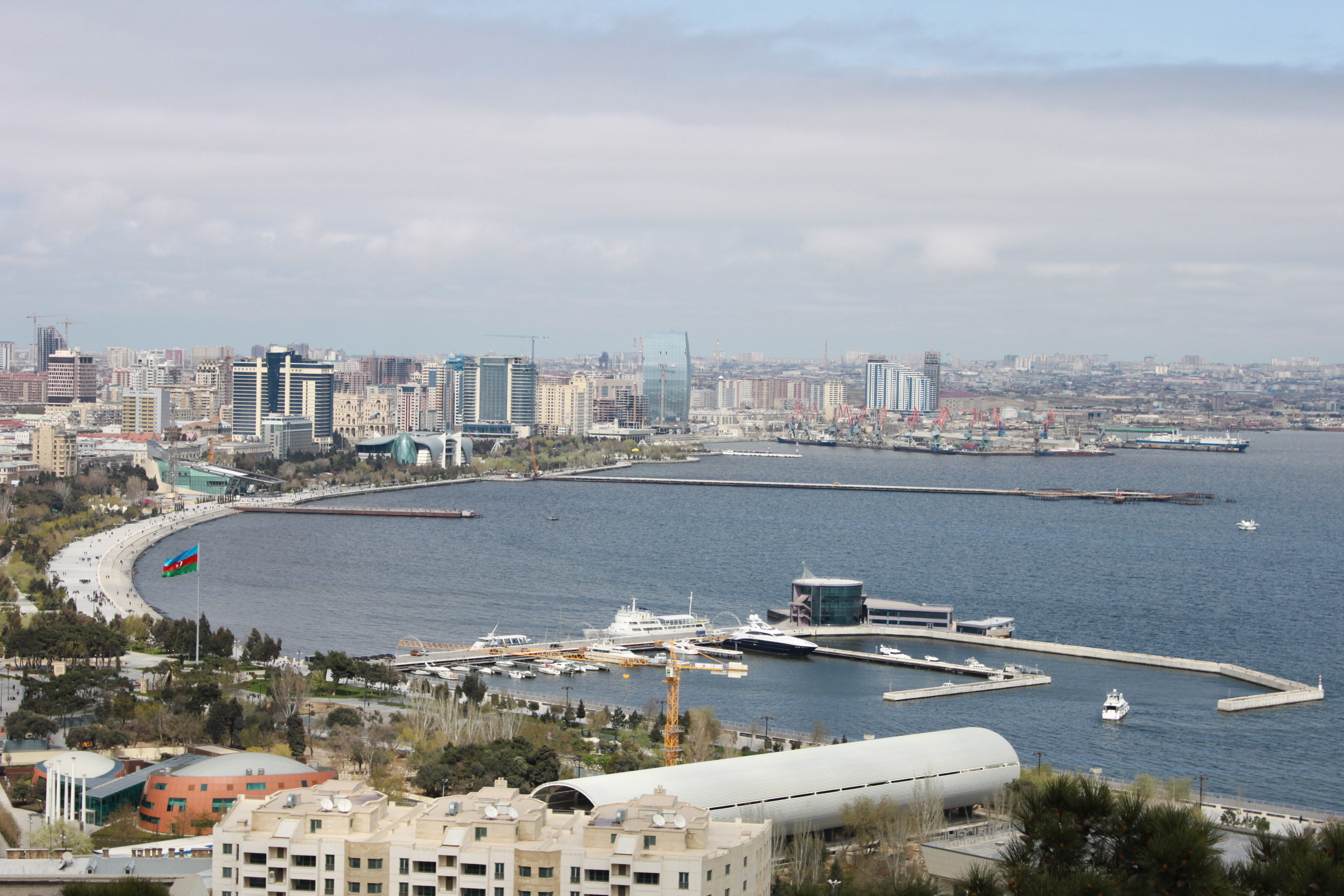
Баку — крупнейший город на Каспийском море

- Махачкала — столица республики Дагестан.
- Каспийск — город республиканского подчинения в Дагестане.
- Избербаш
- Лагань
- Дагестанские Огни — город республиканского подчинения Дагестана.
- Дербент — самый южный город России.

Портовым городом Каспийского моря считается также Астрахань, которая, однако, находится не на берегу Каспийского моря, а в дельте Волги, в 100 километрах от северного побережья Каспийского моря.
Азербайджан
- Баку — крупнейший город-порт и столица Азербайджана. Находится в южной части Апшеронского полуострова и насчитывает 2,5 млн человек населения (2010);
- Сумгаит, находится в северной части Апшеронского полуострова;
- Ленкорань, находится недалеко от южной границы Азербайджана; центр Ленкоранского района.
- Нефтяные Камни — посёлок нефтяников, расположенный к юго-востоку от Апшеронского полуострова. Его сооружения стоят на искусственных островах, эстакадах и технологических площадках.

Туркменистан

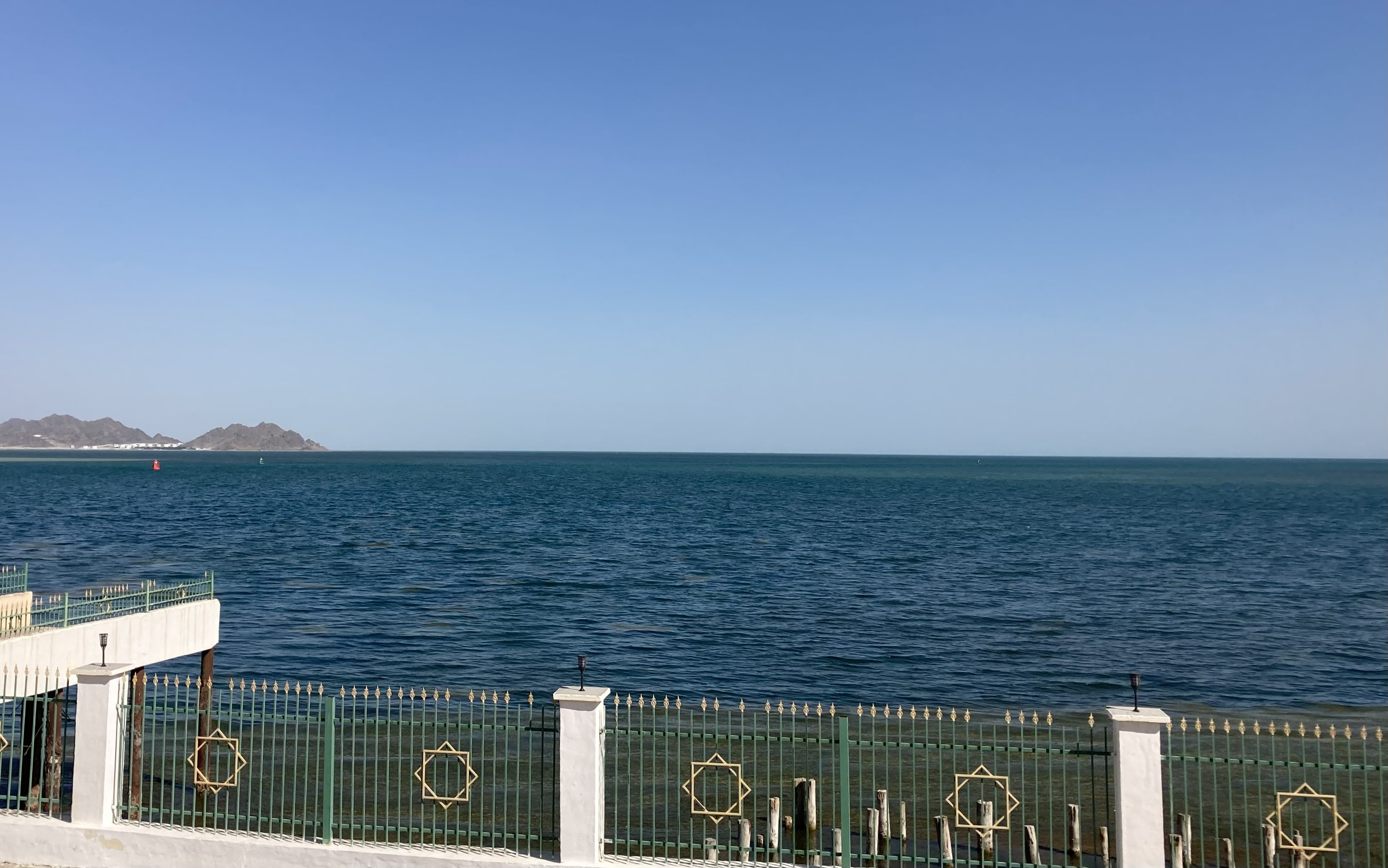
Вид на Каспийское море из г. Туркменбашы

- Вид на Каспийское море из г. ТуркменбашыТуркменбашы (бывший Красноводск) — расположен на северном берегу залива Туркменбашы;
- Аваза — крупный курорт.
- Эсенгулы — город в Балканском велаяте на юго-восточном берегу Каспийского моря

Казахстан
- Актау — город-порт, расположен на востоке моря;
- Атырау — находится на севере в дельте реки Урал, в 20 км от моря.
- Форт-Шевченко — самый западный город на востоке побережья Каспийского моря.

Иран
- Бендер-Энзели — находится на южном побережье Каспия;

и др. города

## Физиография

### Колебания уровня воды

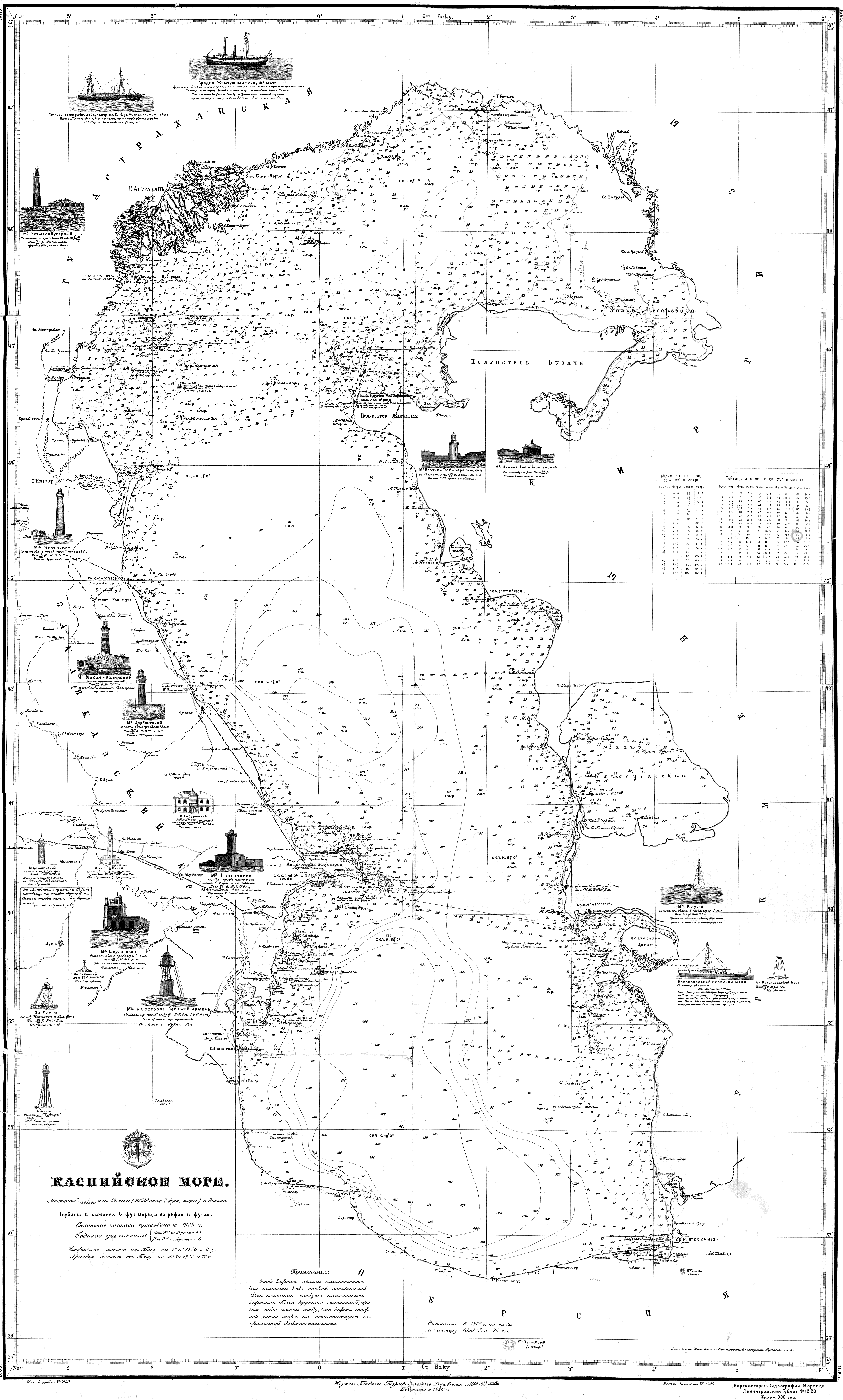
Измерение глубин в 1870-е годы

Причины изменения уровня воды Каспийского моря учёные связывают с климатическими, геологическими и антропогенными факторами. Отсутствие связи моря с океаном приводит к постоянным изменениям его уровня, их размах за последние три тысячи лет достигал 15 метров. Современное состояние водоёма и его динамика в основном определяются количеством осадков в бассейне Волги и объёмом её речного стока в море. Весь поступающий приток испаряется в водоёме, количество испарившейся воды зависит от погодных условий в течение летнего периода. Как правило, максимальные показатели испарения достигаются в годы солнечного минимума 11-летнего цикла, когда летом в регионе устанавливается исключительно жаркая и сухая погода. Так, например, исследования в 2021 году показали рост средней температуры воды в Каспии на 1,2 °С. Помимо погодных условий в течение года, текущий уровень моря и площадь его водного зеркала, с которого происходит испарение, также оказывают влияние на объём испарения и на динамику его уровня.
Инструментальные измерения уровня Каспийского моря и систематические наблюдения за его колебанием ведутся с 1837 года, за это время самый высокий уровень воды зарегистрирован в 1882 году (−25,2 м), самый низкий — в 1977 году (−29,01 м). В период с 1929 года по 1941 год произошло резкое понижение уровня Каспия с −25,88 до −27,84 м. С 1978 года уровень воды повышался и в 1995 году достиг отметки −26,7 м, с 1996 года наметилась тенденция к снижению уровня водоёма, которое продолжалось в начале XXI века со средней скоростью ≈0,75 м за 10 лет. Уровень моря к 2001 году снизился до отметки −27,17 м, и вновь стал повышаться, поднявшись в 2002 году на 2 см, в 2003 году — на 4 см, в 2004 году — на 8 см, и в 2005 году ещё на 12 см (−26,91 м). Начиная с 2006 года прослеживается тенденция снижения уровня Каспийского моря. Средний уровень Каспийского моря в 2016 и в 2017 годах составил −27,99 м. За 2021 год уровень воды в Каспии снизился на 30 см, а по сравнению с 2005 годом уровень моря снизился на 119 см (−28,1 м). В декабре 2023 года появлялись сообщения, что уровень моря упал ниже минимума 1977 года и составил −29,03 м, но другие источники это не подтвердили и минимальный уровень составил −28,59 м.

### Площадь, глубина, объём воды
Площадь и объём воды Каспийского моря значительно изменяется в зависимости от колебаний уровня воды. При уровне воды −26,75 м площадь составляет примерно 390 000 квадратных километров, объём воды — 78 000 кубических километров, что составляет примерно 44 % мировых запасов озёрных вод.
Максимальная глубина Каспийского моря — в Южно-Каспийской впадине, в 1025 метрах от уровня его поверхности. По величине максимальной глубины Каспийское море занимает третье место в мире среди озёр, уступая лишь Байкалу (1620 м) и Танганьике (1435 м). Средняя глубина Каспийского моря, рассчитанная по батиграфической кривой, составляет 208 метров. В то же время северная часть Каспия — мелководная: её наибольшая глубина не превышает 25 метров, а средняя глубина — 4 метра.

### Температура воды
Температура воды подвержена значительным широтным изменениям, наиболее отчётливо выраженным в зимний период, когда температура изменяется от 0…+0,5 °C у кромки льда на севере моря до +10…+11 °C на юге, то есть разность температуры воды составляет около 10 °C. Для мелководных районов с глубинами менее 25 метров годовая амплитуда может достигать 25—26 °C. В среднем, температура воды у западного побережья на 1—2 °C выше, чем у восточного, а в открытом море температура воды выше, чем у побережий, на 2—4 °C.
По характеру горизонтальной структуры поля температуры в годовом цикле изменчивости можно выделить три временных отрезка в верхнем двухметровом слое. С октября по март температура воды увеличивается в южном и в восточном, что особенно хорошо прослеживается в Среднем Каспии. Можно выделить две устойчивые квазиширотные зоны, где градиенты температуры повышены. Это, во-первых, граница между Северным и Средним Каспием, и, во-вторых, между Средним и Южным. У кромки льда, на северной фронтальной зоне, температура в феврале — марте увеличивается с 0 до +5 °C, на южной фронтальной зоне, в районе Апшеронского порога, с +7 до +10 °C. В данный период наименее охлаждены воды в центре Южного Каспия, которые образуют квазистационарное ядро.

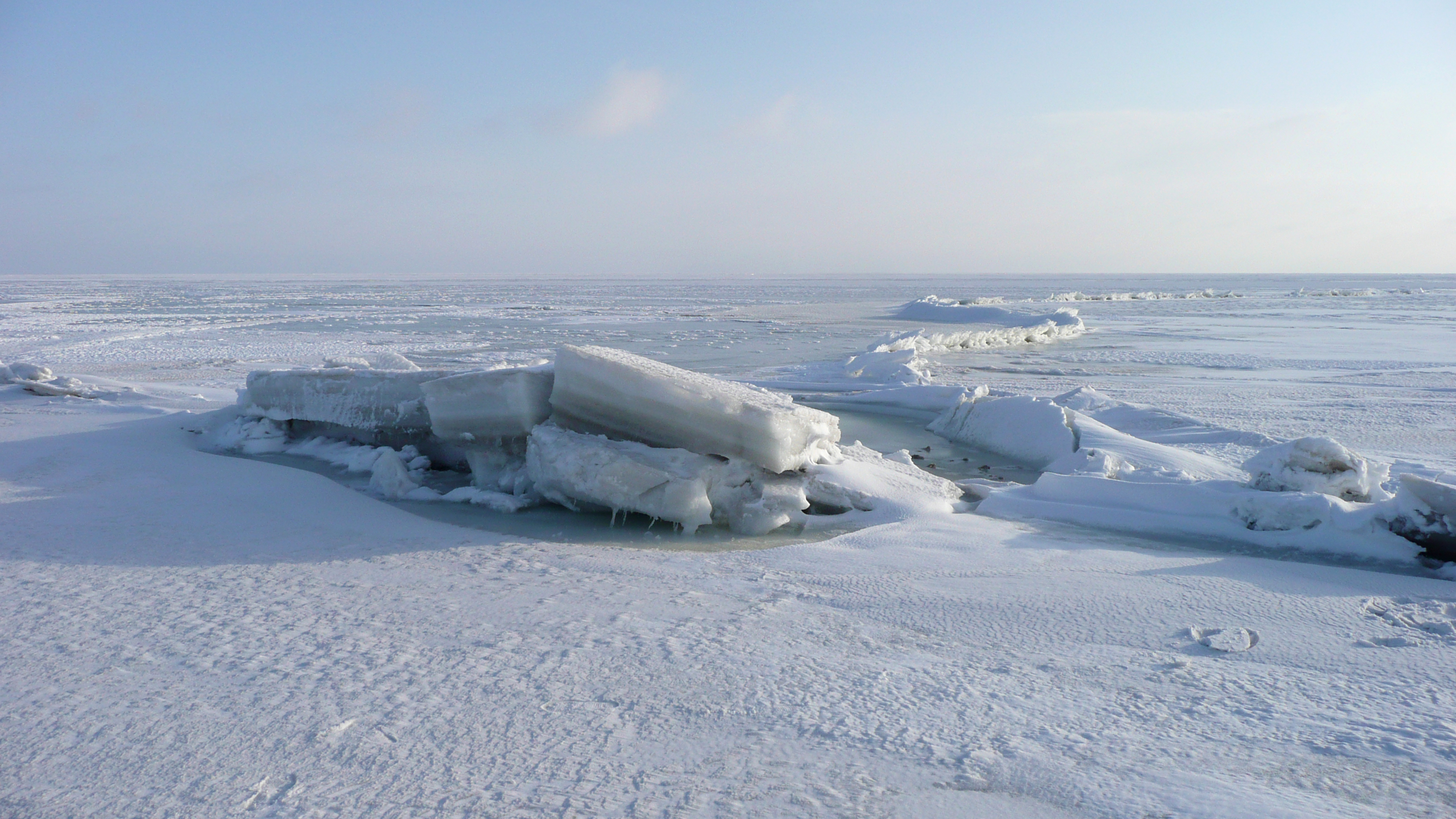
Северный Каспий зимой

В апреле — мае область минимальных температур перемещается в Средний Каспий, что связано с более быстрым прогревом вод в мелководной северной части моря. Правда, в начале сезона в северной части моря большое количество тепла тратится на таяние льда, но уже в мае температура повышается здесь до +16…+17 °C. В средней части температура в это время составляет +13…+15 °C, а на юге увеличивается до +17…+18 °C. Весенний прогрев воды выравнивает горизонтальные градиенты, и разность температур между прибрежными районами и открытым морем не превышает 0,5 °C. Прогрев поверхностного слоя, начинающийся в марте, нарушает однородность в распределении температуры с глубиной.
В июне — сентябре наблюдается горизонтальная однородность в распределении температуры в поверхностном слое. В августе, который является месяцем наибольшего прогрева, температура воды по всему морю составляет +24…+26 °C, а в южных районах возрастает до +28 °C. В августе температура воды в мелководных заливах, к примеру, в Красноводском, может достигать +32 °C.
Основной особенностью поля температуры воды в это время является апвеллинг. Он наблюдается ежегодно вдоль всего восточного побережья Среднего Каспия и частично проникает даже в Южный Каспий. Подъём холодных глубинных вод происходит с различной интенсивностью в результате воздействия преобладающих в летний сезон северо-западных ветров. Ветер данного направления вызывает отток тёплых поверхностных вод от берега и подъём более холодных вод из промежуточных слоёв. Начало апвеллинга приходится на июнь, однако наибольшей интенсивности он достигает в июле — августе. Как следствие, на поверхности воды наблюдается понижение температуры (+7…+15 °C). Горизонтальные градиенты температуры достигают +2,3 °C на поверхности и +4,2 °C на глубине 20 м. Очаг апвеллинга постепенно смещается с 41—42° с. ш. в июне к 43—45° с. ш. в сентябре. Летний апвеллинг имеет большое значение для Каспийского моря, в корне меняя динамические процессы на глубоководной акватории.
В открытых районах моря в конце мая — начале июня начинается формирование слоя скачка температуры, который наиболее чётко выражен в августе. Чаще всего он располагается между горизонтами 20 и 30 м в средней части моря и 30 и 40 м в южной. Вертикальные градиенты температуры в слое скачка очень значительны и могут достигать нескольких градусов на метр. В средней части моря вследствие сгона у восточного побережья слой скачка поднимается близко к поверхности. Поскольку в Каспийском море отсутствует стабильный бароклинный слой с большим запасом потенциальной энергии подобный главному термоклину Мирового океана, то с прекращением действия преобладающих ветров, вызывающих апвеллинг, и с началом осенне-зимней конвекции в октябре — ноябре происходит быстрая перестройка полей температуры к зимнему режиму. В открытом море температура воды в поверхностном слое понижается в средней части до +12…+13 °C, в южной до +16…+17 °C. В вертикальной структуре слой скачка размывается за счёт конвективного перемешивания и к концу ноября исчезает.
Самая высокая температура в Южном Каспии была зафиксирована в 2021 году и составила +30 °C.

### Состав воды
Солевой состав вод замкнутого Каспийского моря отличается от океанского, хотя и сохраняется благодаря происхождению от вод Мирового океана. Пресноводные притоки были ответственны за понижение солёности, хотя его солёность всё же остаётся переменной. В настоящее время солёность Каспийского моря достаточно низка — в три раза меньше, чем воды в океанах Земли. Существуют значительные различия в соотношениях концентраций солеобразующих ионов особенно для вод районов, находящихся под непосредственным влиянием материкового стока. Процесс метаморфизации вод моря под влиянием материкового стока приводит к уменьшению относительного содержания хлоридов в общей сумме солей морских вод, увеличению относительного количества карбонатов, сульфатов, кальция, которые являются основными компонентами в химическом составе речных вод.
Наиболее консервативными ионами являются калий, натрий, хлор и магний. Наименее консервативны кальций и гидрокарбонат-ион. В Каспии содержание катионов кальция и магния почти в два раза выше, чем в Азовском море, а сульфат-аниона — в три раза.
Солёность воды особенно резко изменяется в северной части моря: от 0,1 единицы PSU в устьевых областях Волги и Урала до 10—11 ед. PSU на границе со Средним Каспием. Минерализация в мелководных солёных заливах-култуках может достигать 60—100 г/кг. В Северном Каспии в течение всего безлёдного периода с апреля по ноябрь наблюдается солёностный фронт квазиширотного расположения. Наибольшее опреснение, связанное с распространением речного стока по акватории моря, наблюдается в июне.
На формирование поля солёности в Северном Каспии большое влияние оказывает поле ветра. В средней и южной частях моря колебания солёности невелики. В основном, она составляет 11,2—12,8 ед. PSU, увеличиваясь в южном и восточном направлениях. С глубиной солёность возрастает незначительно (на 0,1—0,2 ед. PSU).
В глубоководной части Каспийского моря в вертикальном профиле солёности наблюдаются характерные прогибы изогалин и локальные экстремумы в районе восточного материкового склона, которые свидетельствуют о процессах придонного сползания вод, осолоняющихся на восточном мелководье Южного Каспия. Величина солёности также сильно зависит от уровня моря и (что взаимосвязано) от объёма материкового стока.

### Рельеф дна
Рельеф северной части Каспия — мелководная волнистая равнина с банками и аккумулятивными островами, средняя глубина Северного Каспия составляет 4—8 метров, максимальная не превышает 25 метров. Мангышлакский порог отделяет Северный Каспий от Среднего. Средний Каспий достаточно глубоководен, глубина воды в Дербентской впадине достигает 788 метров. Апшеронский порог разделяет Средний и Южный Каспий. Южный Каспий считается глубоководным, глубина воды в Южно-Каспийской впадине достигает 1025 метров от поверхности Каспийского моря. На каспийском шельфе распространены ракушечные пески, глубоководные участки покрыты илистыми осадками, на отдельных участках имеется выход коренных пород.

### Климат

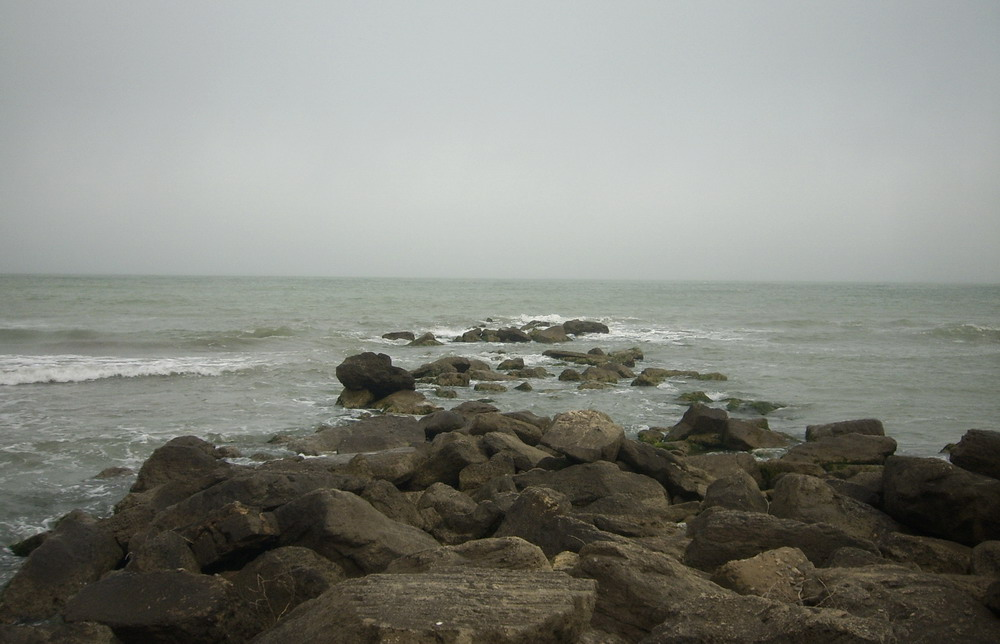
Скалистый берег Каспийского моря. Набрань

Климат Каспийского моря — континентальный в северной части, умеренный в средней части и субтропический в южной части. В зимний период среднемесячная температура воздуха изменяется от −8…−10 °C в северной части до +8…+10 °C в южной части, в летний период — от +24…+25 °C в северной части до +26…+27 °C в южной части. Наибольшая температура — +44 °C — зафиксирована на восточном побережье.
Среднегодовое количество осадков составляет 200 миллиметров; от 90—100 миллиметров в засушливой восточной части до 1700 миллиметров у юго-западного субтропического побережья. Испарение воды с поверхности Каспийского моря — около 1000 миллиметров в год, наиболее интенсивное испарение в районе Апшеронского полуострова и в восточной части Южного Каспия — до 1400 миллиметров в год.
Среднегодовая скорость ветра составляет 3—7 метра в секунду, в розе ветров преобладают северные ветры. В осенние и зимние месяцы ветры усиливаются, скорость ветров нередко достигает 35—40 метров в секунду. Наиболее ветреные территории — Апшеронский полуостров, окрестности Махачкалы и Дербента, там же зафиксирована наиболее высокая волна высотой 11 метров

### Течения
Циркуляция вод в Каспийском море связана с водостоком и ветрами. Поскольку большая часть водостока приходится на Северный Каспий, преобладают северные течения. Интенсивное северное течение выносит воды с Северного Каспия вдоль западного побережья к Апшеронскому полуострову, где течение разделяется на две ветви, одна из которых движется дальше вдоль западного берега, другая уходит к Восточному Каспию. Последние научные данные позволяют учёным предположить, что на скорость крупномасштабных течений влияет амплитуда колебания скорости течений долгопериодных волн.

## Животный и растительный мир

### Животный мир
Животный мир Каспия представлен 1809 видами, из которых 415 относятся к позвоночным. В Каспийском море зарегистрирован 101 вид рыб, в нём же сосредоточено большинство мировых запасов осетровых, а также таких пресноводных рыб, как вобла, сазан, судак. Каспийское море — среда обитания таких рыб, как карп, кефаль, килька, кутум, лещ, лосось, окунь, щука. В Каспийском море также обитает морское млекопитающее — каспийский тюлень.
В западной части Северного Каспия находится высокая численность фитопланктона, зоопланктона и зообентоса

### Растительный мир
Растительный мир Каспийского моря и его побережья представлен 728 видами. Из растений в Каспийском море преобладают водоросли — сине-зелёные, диатомовые, красные, бурые, харовые и другие, из цветковых — зостера и руппия. По происхождению флора относится преимущественно к неогеновому возрасту, однако некоторые растения были занесены в Каспийское море человеком: либо сознательно, либо на днищах судов.

## История

### Происхождение и эволюция Каспийского моря

Сарматское море

Акчагыльское море

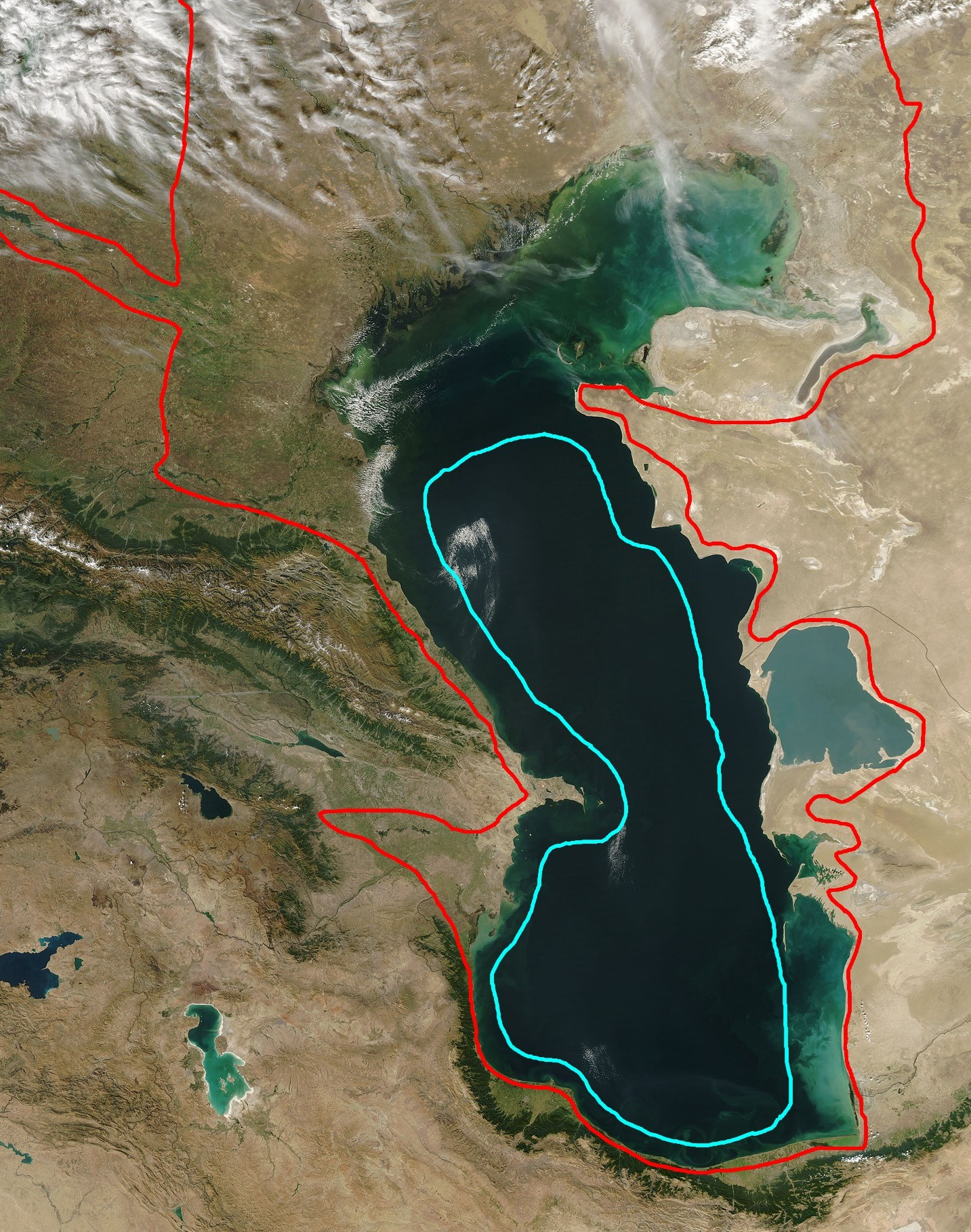
Максимальный разлив (красный) и минимальное сокращение (голубой) моря по И. П. Герасимову и К. К. Маркову

Каспий имеет океаническое происхождение — его ложе образовано земной корой океанического типа. 13 млн лет назад образовавшиеся Альпы отделили Сарматское море от Средиземного. В результате замыкания Сарматского моря появилось пресноводное Понтическое море. На месте пересохшего Понтического моря осталось Балаханское озеро (на территории южного Каспия). Балаханский бассейн испытывал ощутимую аккумуляцию осадочным материалом. Впадавшие в Балаханское озеро с востока река палео-Узбой или система палеорек, тёкших из Средней Азии, сформировали челекенскую (торонглинскую) свиту красноцветной толщи Туркменистана. 3,4—1,8 млн лет назад (плиоцен) существовало Акчагыльское море, отложения которого исследованы Н. И. Андрусовым. Акчагыльская трансгрессия сменилась домашкинской регрессией (падение на 20—40 м от уровня акчагыльского бассейна), сопровождавшейся сильным опреснением морских вод, что обусловлено прекращением поступления морских (океанических) вод извне. После короткой домашкинской регрессии в начале четвертичного периода (эоплейстоцена) Каспий почти восстанавливается в виде Апшеронского моря, которое охватывает Черноморье, Каспий и Арал и заливает территории Туркменистана и Нижнего Поволжья. В начале апшеронской трансгрессии бассейн превращается в солоноватый водоём. Апшеронское море образовалось от 1,7 до 1 млн лет назад.
Начало неоплейстоцена на Каспии ознаменовалось длительной и глубокой тюркянской регрессией (от −150 м до −200 м), начало которой соответствует магнитной инверсии Матуяма—Брюнес (0,78 млн лет назад). Водная масса тюркянского бассейна площадью 208 тысяч км² была сосредоточена в южнокаспийской и среднекаспийской котловинах, между которыми существовал мелководный пролив в районе Апшеронского порога. Тюркянский водоём, видимо, явился местом зарождения каспийской неоплейстоценовой малакофауны.
В раннем неоплейстоцене после тюркянской регрессии существовали изолированный раннебакинский и имевший сток в Понт позднебакинский (уровень до 20 м) бассейны (около 400 тысяч лет назад). Венедская (мишовдагская) регрессия разделила бакинскую и «малую» урунджикскую (начало среднего неоплейстоцена, до −15 м) трансгрессии в конце раннего — начале позднего плейстоцена (площадь водосборного бассейна — 336 тысяч км²).
Между морскими урунджикскими и хазарскими отложениями отмечена крупная глубокая челекенская регрессия (до −20 м), соответствующая оптимуму лихвинского межледниковья (350—300 тысяч лет назад).

Позднебакинское море во время лихвинского межледниковья

В среднем неоплейстоцене существовали бассейны: раннехазарский ранний (200 тысяч лет назад), раннехазарский средний (уровень до 35-40 м) и раннехазарский поздний. В позднем неоплейстоцене существовал изолированный позднехазарский бассейн (уровень до −10 м, 100 тысяч лет назад), после которого наступила небольшая черноярская регрессия второй половины — конца среднего плейстоцена, в свою очередь сменившаяся гирканским (гюргянским) бассейном.
Глубокая длительная ательская регрессия середины позднего плейстоцена на начальном этапе создала условия для водного уровня бассейна от −20 до −25 м, на максимальном этапе — от −100 до −120 м, на третьем этапе — от −45 до −50 м. На максимуме площадь бассейна сокращается до 228 тысяч км².
После ательской регрессии (от −120 до −140 м), около 17 тыс. л. н. началась раннехвалынская трансгрессия — до +50 м (максимальная четвертичная трансгрессия, функционировал Маныч-Керченский пролив по которому происходил сброс вод из Каспийского моря в Черноморский бассейн). Раннехвалынская трансгрессия прерывалась эльтонской регрессией. Раннехвалынский II бассейн (уровень до 50 м) сменился в начале голоцена кратковременной енотаевской регрессией (от −45 до −110 м), совпавшей по времени с концом пребореала и началом бореала. По расчётам учёных из Института водных проблем, Института географии и Института физики атмосферы им. А. М. Обухова РАН и географического факультета МГУ, трансгрессия Каспия 17—13 тыс. л. н. была вызвана повышенным речным стоком и многолетней мерзлотой в бассейне реки Волги, а не таянием ледника, как считалось ранее.
Енотаевская регрессия сменилась позднехвалынской трансгрессией (0 м).
Глобальное похолодание 8200 л. н. (колебание Мезокко) привело к временному увеличению оледенения на Земле, в результате чего позднехвалынская трансгрессия сменилась в голоцене (около 9—7 тыс. лет назад или 7,2—6,4 тыс. лет назад) мангышлакской регрессией (от −50 до −90 м).
По Варущенко А., Варущенко С. и Клиге (1987) раннемахачкалинскую трансгрессию сменила шиховская регрессия, позднемахачкалинскую трансгрессию — бегдашская регрессия и сартасская трансгрессия. Мангышлакская (кулалинская) регрессия сменилась в первую фазу межледникового похолодания и увлажнения (атлантический период) новокаспийской трансгрессией.
Новокаспийский бассейн был солоноватоводным (11—13 ‰), тепловодным и изолированным (уровень до −19 м). Зафиксировано не менее трёх циклов трансгрессивно-регрессивные фаз в развитии новокаспийского бассейна. Дагестанская трансгрессия (-30 м) ранее относилась к начальной стадии новокаспийской эпохи, однако отсутствие в её осадках руководящей новокаспийской формы Cerastoderma glaucum (Cardium edule) даёт основание для выделения её в самостоятельную трансгрессию Каспия. Примерно 7000—6500 лет назад датируется небольшая жиландинская регрессия, разделяющая дагестанскую и гоусанскую трансгрессии.
Избербашская (махачкалинская) регрессия, разделяющая гоусанскую и собственно новокаспийскую (туралинскую) трансгрессии Каспия, произошла в интервале между 4,3 и 3,9 тысячами лет назад. Туралинская трансгрессия (от −20 до −25 м) наступила к концу III — началу II тысячелетия до н. э. Судя по строению разреза Турали (Дагестан) и данным радиоуглеродного анализа, трансгрессии отмечены дважды — около 1900 и 1700 лет назад. В эпоху новокаспийской трансгрессии также выделяют небольшие александрбайскую и дербентскую регрессии. Во время дербентской регрессии уровень моря опускался до −32 м. Уллучайская трансгрессия в начале I тысячелетия нашей эры разделяет александрбайскую и абескунскую регрессии. В позднем средневековье была абескунская регрессия. По данным археологии и письменных источников фиксировался высокий уровень Каспийского моря в начале XIV века. Позднейшая трансгрессия Каспия перед современными изменениями уровня была в XVII — начале XX века (от −24 до −25 м).

### Антропологическая и культурная история Каспийского моря
Находки в Приморском Дагестане (Рубас-1) у западного побережья Каспийского моря свидетельствуют, что человек жил в этих краях примерно 2 млн лет назад. В устье реки Дарвагчай найдены раннепалеолитические стоянки, датируемые возрастом 600 тыс. лет назад.
Находки в пещере Хуто у южного побережья Каспийского моря свидетельствуют, что человек жил в этих краях примерно 75 тысяч лет назад.
Первые упоминания о Каспийском море и проживающих на его побережье племенах (массагеты) встречаются у Геродота. Примерно в V—II вв. до н. э. на побережье Каспия жили племена саков. Позже, в период расселения прототюрков, в период IV—V вв. н. э. здесь жили талышские племена (талыши). Согласно древним иранским рукописям, русы плавали по Каспийскому морю с IX—X веков.
В Средние века большую роль в истории прикаспийского региона играли хазары и кипчаки (половцы). После образования империи Чингисхана северное и северо-восточное побережья перешли под правление улуса Джучи (Золотой Орды). После распада Золотой Орды контроль над данными территориями перешёл к Русскому царству, завоевавшему Крымское ханство, Ногайскую Орду, Астраханское ханство.

### Исследования

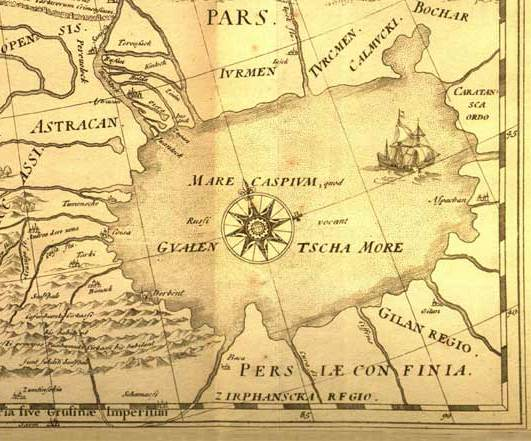
Каспийское море на карте 1614 года. Автор — голландский картограф Гессель Герритс

Стенька Разин (Василий Суриков)

По поручению царя Селевка I греческий наварх и географ Патрокл предпринял исследование Каспийского моря в период между 285 и 282 гг. до н. э..
В наше время исследования Каспийского моря начаты Петром Великим, когда по его приказу в 1714—1715 была организована экспедиция под руководством А. Бековича-Черкасского. В 1720-х годах гидрографические исследования продолжены экспедицией Карла фон Вердена и Ф. И. Соймонова, позднее — И. В. Токмачёвым, М. И. Войновичем и другими исследователями. В начале XIX века инструментальная съёмка берегов проведена И. Ф. Колодкиным, в середине XIX в. — инструментальная географическая съёмка под руководством Н. А. Ивашинцева. С 1866 года в течение более 50 лет велись экспедиционные исследования по гидрологии и гидробиологии Каспия под руководством Н. М. Книповича. В 1897 году основана Астраханская научно-исследовательская станция. В первые десятилетия Советской власти в Каспийском море активно велись геологические исследования И. М. Губкина и других советских геологов, преимущественно направленные на поиск нефти, а также исследования по изучению водного баланса и колебаний уровня Каспийского моря.

## Хозяйственное освоение

### Добыча нефти и газа

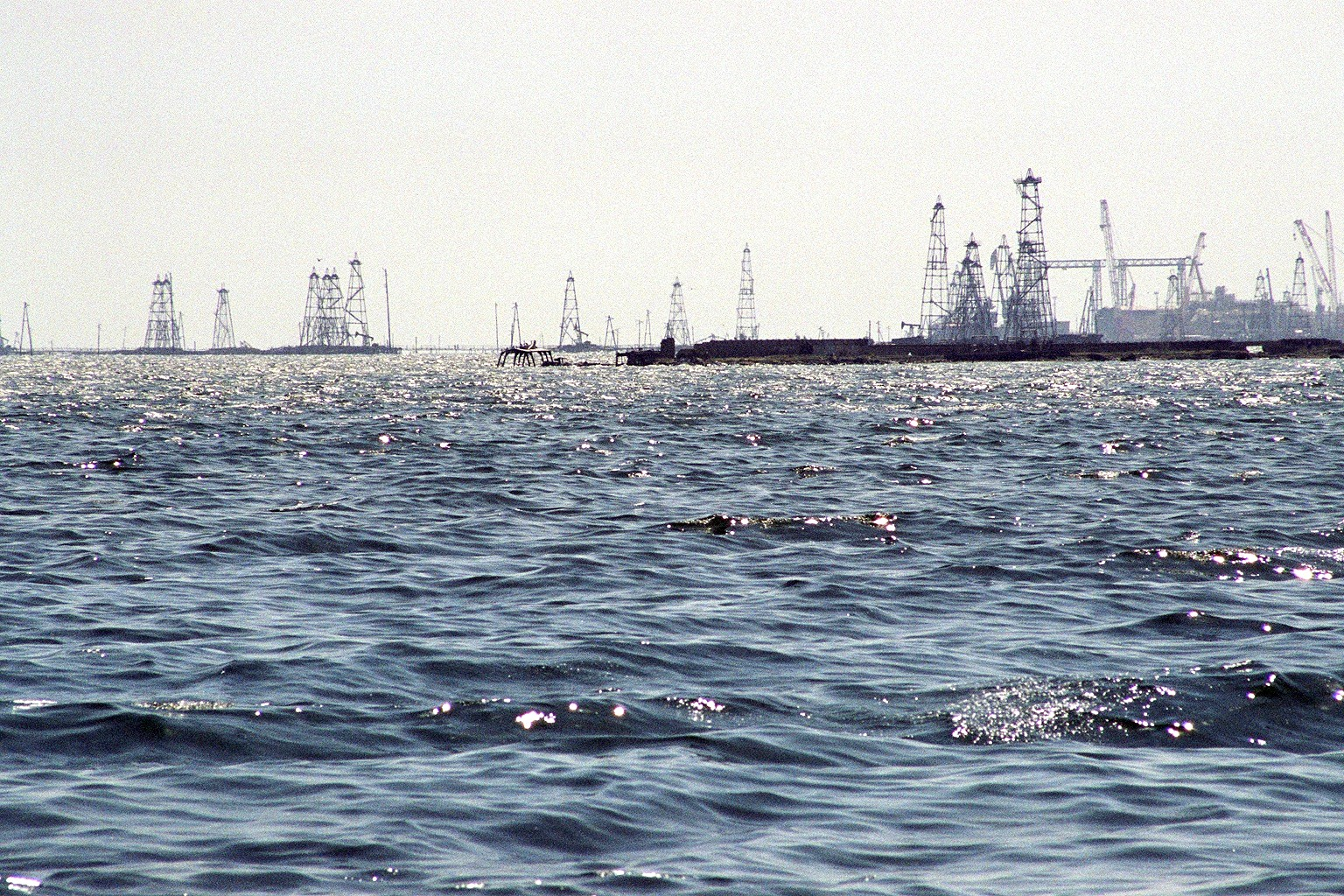
Буровые вышки Нефтяных Камней, где впервые началась добыча нефти со дна Каспия

В Каспийском море разрабатывается множество месторождений нефти и газа. Доказанные ресурсы нефти в Каспийском море составляют около 10 миллиардов тонн, общие ресурсы нефти и газоконденсата оцениваются в 18—20 миллиардов тонн.
Нефтедобыча в Каспийском море началась в 1820 году, когда на Апшеронском шельфе близ Баку была пробурена первая нефтяная скважина. Во второй половине XIX века началась добыча нефти в промышленных объёмах на Апшеронском полуострове, затем — и на других территориях.
В 1949 году на Нефтяных Камнях впервые начали добывать нефть со дна Каспийского моря. Так, 24 августа этого года бригада Михаила Каверочкина приступила к бурению скважины, давшей 7 ноября того же года долгожданную нефть.
На севере Каспийского моря в зоне плавучих льдов в 2010 году начата добыча нефти на морской ледостойкой платформе им. Юрия Корчагина. В 2016 году пробурена первая скважина на ледостойкой платформе месторождения им. Филановского.
Помимо добычи нефти и газа, на побережье Каспийского моря и каспийском шельфе ведётся также добыча соли, известняка, камня, песка, глины.

### Судоходство

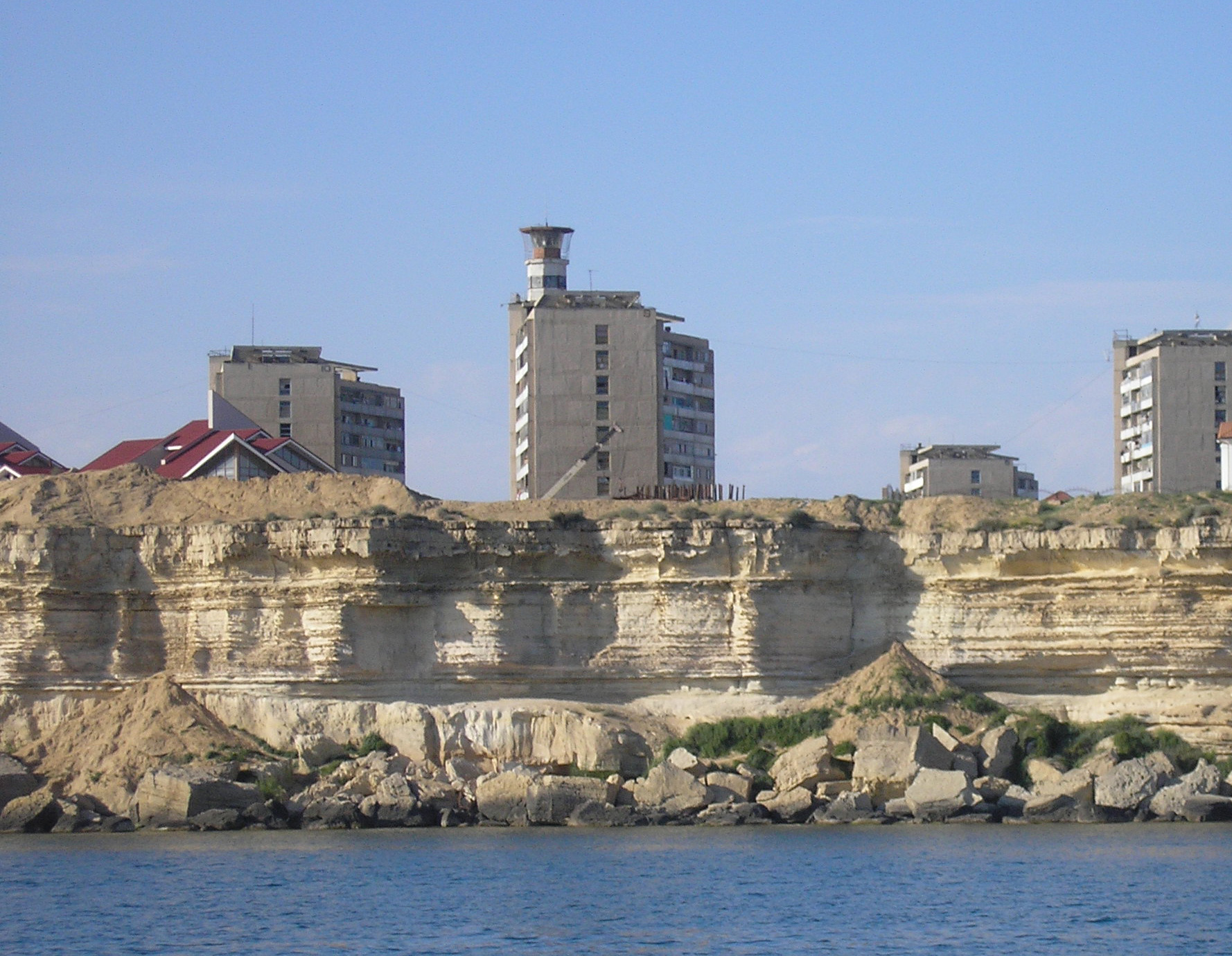
Маяк на крыше дома в Актау. Вид с Каспийского моря

В Каспийском море развито судоходство. На море действуют паромные переправы — в частности, Баку — Туркменбашы, Баку — Актау, Махачкала — Актау. Каспийское море имеет судоходную связь с Азовским морем через реки Волгу, Дон и Волго-Донской канал, а также с Балтийским и Белым морями благодаря Волго-Балтийскому водному пути и Беломорско-Балтийскому каналу соответственно. Канал имени Москвы и Москва-река обеспечивают связь Москвы с Каспием.

### Рыболовство и добыча морепродуктов
Рыболовство (осетровые, лещ, сазан, судак, килька), добыча икры, а также промысел тюленя. В Каспийском море осуществляется более 90 процентов мирового вылова осетровых. Помимо промышленной добычи, в Каспийском море процветает нелегальная добыча осетровых и их икры.

### Рекреационные ресурсы
Природная среда Каспийского побережья с песчаными пляжами, минеральными водами и лечебными грязями в прибрежной зоне создаёт хорошие условия для отдыха и лечения. В то же время по степени развитости курортов и туристской индустрии Каспийское побережье заметно проигрывает Черноморскому побережью Кавказа. Вместе с тем, в последние годы туристическая индустрия активно развивается на побережье Азербайджана, Ирана, Туркменистана и российского Дагестана. В Азербайджане активно развивается курортная зона в районе Баку. В настоящий момент создан курорт мирового уровня в Амбуране, ещё один современный туристический комплекс строится в районе посёлка Нардаран, большой популярностью пользуется отдых в санаториях посёлков Бильгях и Загульба. Также развивается курортная зона в Набрани, на севере Азербайджана. Развитию туристической индустрии в Туркменистане мешает длительная политика изоляции, в Иране — законы шариата, из-за которых массовый отдых иностранных туристов на каспийском побережье Ирана невозможен.

## Экологические проблемы

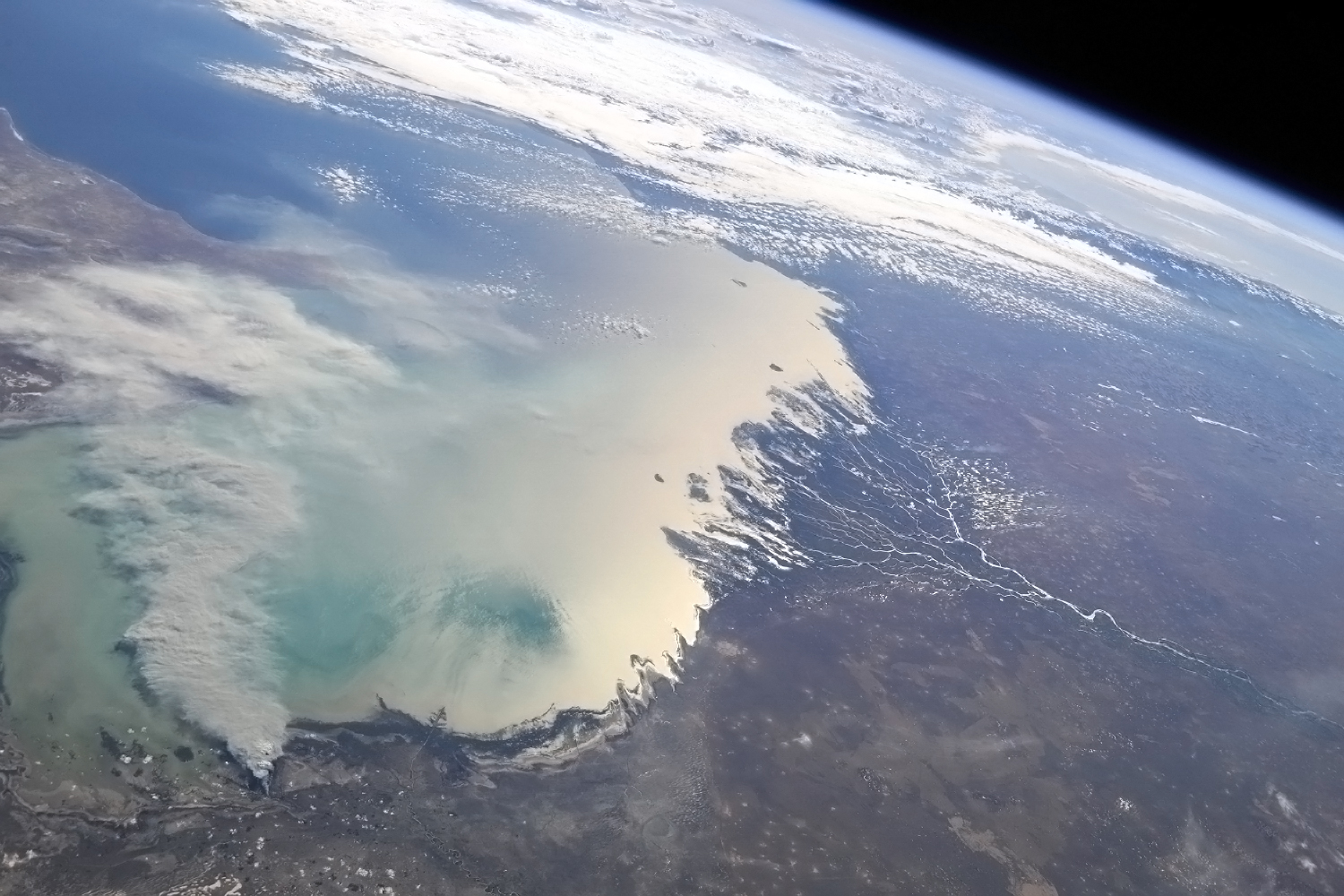
Дымовой шлейф пожара на побережье Каспия (слева внизу; вид из космоса)

Экологические проблемы Каспийского моря связаны с загрязнением вод в результате добычи и транспортировки нефти на континентальном шельфе, поступлением загрязняющих веществ из Волги и других рек, впадающих в Каспийское море, загрязнением моря сточными водами промышленных предприятий, жизнедеятельностью прибрежных городов, а также затоплением отдельных объектов в связи с повышением уровня Каспийского моря.
Хищническая добыча осетровых и их икры, разгул браконьерства приводят к снижению численности осетровых и к вынужденным ограничениям на их добычу и экспорт. Между прикаспийскими странами действует запрет на вылов осетровых кроме вылова в научно-исследовательских целях и для искусственного воспроизводства.
Предполагается, что на протяжении XXI века уровень уменьшится на 9―18 м из-за ускорения испарения в связи с глобальным потеплением и процессом опустынивания.
Обмеление Каспийского моря, начавшееся в 2006 году, представляет серьёзную экологическую и экономическую проблему. Среднегодовое снижение уровня воды составляет около 10 см, с отдельными пиками до 25 см, например, в 2011 и 2015 годах. Обмеление приводит к сокращению нерестилищ рыб и увеличению солености воды, что уменьшает кормовые ресурсы для рыбы, негативно сказываясь на уловах и деятельности рыбодобывающих предприятий.
Кроме того, хозяйственная деятельность в прибрежных зонах также осложняется. Особенно страдают предприятия, связанные с портами и морскими перевозками. Изменения водоохраной зоны Каспия требуют корректировки нормативных документов, так как она уже сместилась и фактически осталась без защиты.
Наибольшие риски связаны с Северным Каспием, где формируются основные запасы осетровых пород. Около 70 % осетровых нерестятся в Волге, 20 % — в Урале, и только 10 % — в других реках. Поэтому поддержание уровня воды в этих реках критично для сохранения экосистемы Каспия.
Загрязнение моря представляет значительную угрозу. По данным Центрально-Азиатского института экологических исследований, в пробах воды обнаружены высокие концентрации тяжёлых металлов (кадмия, свинца, мышьяка), что связано с деятельностью нефтегазовых компаний. Эти загрязнения особенно сильны в юго-восточной части Каспия, где из-за замедленного водообмена происходит накопление токсичных соединений. Массовая гибель тюленей и рыб часто фиксируется в этой зоне.
Проблема нефтяного загрязнения моря актуальна уже с начала 2000-х годов, когда концентрации тяжёлых металлов начали превышать нормативные пределы. Основные виновники загрязнений — нефтегазовые месторождения Тенгиз, Каламкас и Каражанбас. Экологи подчеркивают необходимость более ответственного отношения к экосистеме Каспия, особенно в условиях наращивания добычи углеводородов.
Таким образом, обмеление и загрязнение Каспийского моря приводят к ухудшению экологической ситуации и требуют незамедлительных мер по охране водных ресурсов и регулированию хозяйственной деятельности в регионе.

## Правовой статус

Рисунок на стене дома в Актау, Казахстан

После распада СССР раздел Каспийского моря долгое время был предметом неурегулированных разногласий, связанных с разделом ресурсов каспийского шельфа — нефти и газа, а также биологических ресурсов. В течение длительного времени шли переговоры между прикаспийскими государствами о статусе Каспийского моря — Азербайджан, Казахстан и Туркменистан настаивали на разделе Каспия по срединной линии, Иран — на разделе Каспия по одной пятой части между всеми прикаспийскими государствами.
В отношении Каспия ключевым является то физико-географическое обстоятельство, что он представляет собой закрытый внутриконтинентальный водоём, не имеющий естественного соединения с Мировым океаном. Соответственно, к Каспийскому морю не должны применяться автоматически нормы и понятия международного морского права, в частности, положения Конвенции ООН по морскому праву 1982 года. Исходя из этого, в отношении Каспия было бы неправомерным применять такие понятия, как «территориальное море», «исключительная экономическая зона», «континентальный шельф» и так далее.
Ранее действующий правовой режим Каспия был установлен советско-иранскими договорами 1921 и 1940 годов. Эти договоры предусматривали свободу судоходства по всей акватории моря, свободу рыболовства за исключением десятимильных национальных рыболовных зон и запрет на плавание в его акватории судов под флагом некаспийских государств.
Переговоры о правовом статусе Каспия завершены подписанием Конвенции о правовом статусе Каспийского моря, состоявшимся 12 августа 2018 года в Актау. Согласно итоговому документу Каспий представляет собой внутриконтинентальный водоём, который не имеет прямой связи с Мировым океаном, и поэтому не может считаться морем, и при этом из-за своих размеров, состава воды и особенностей дна не может считаться озером.
Конвенцией предусмотрено, что для прокладки газопровода по дну Каспия необходимо согласие только тех стран, по территории которых он проходит, а не всех стран Каспийского моря, как раньше. Туркменистан после подписания соглашения, в частности, заявил, что готов проложить по дну Каспия трубопроводы, которые позволят ему экспортировать свой газ через Азербайджан в Европу. Согласия России, которая ранее настаивала на том, что проект может быть реализован только с позволения всех пяти каспийских государств, теперь не требуется.

### Разграничения участков дна Каспия в целях недропользования

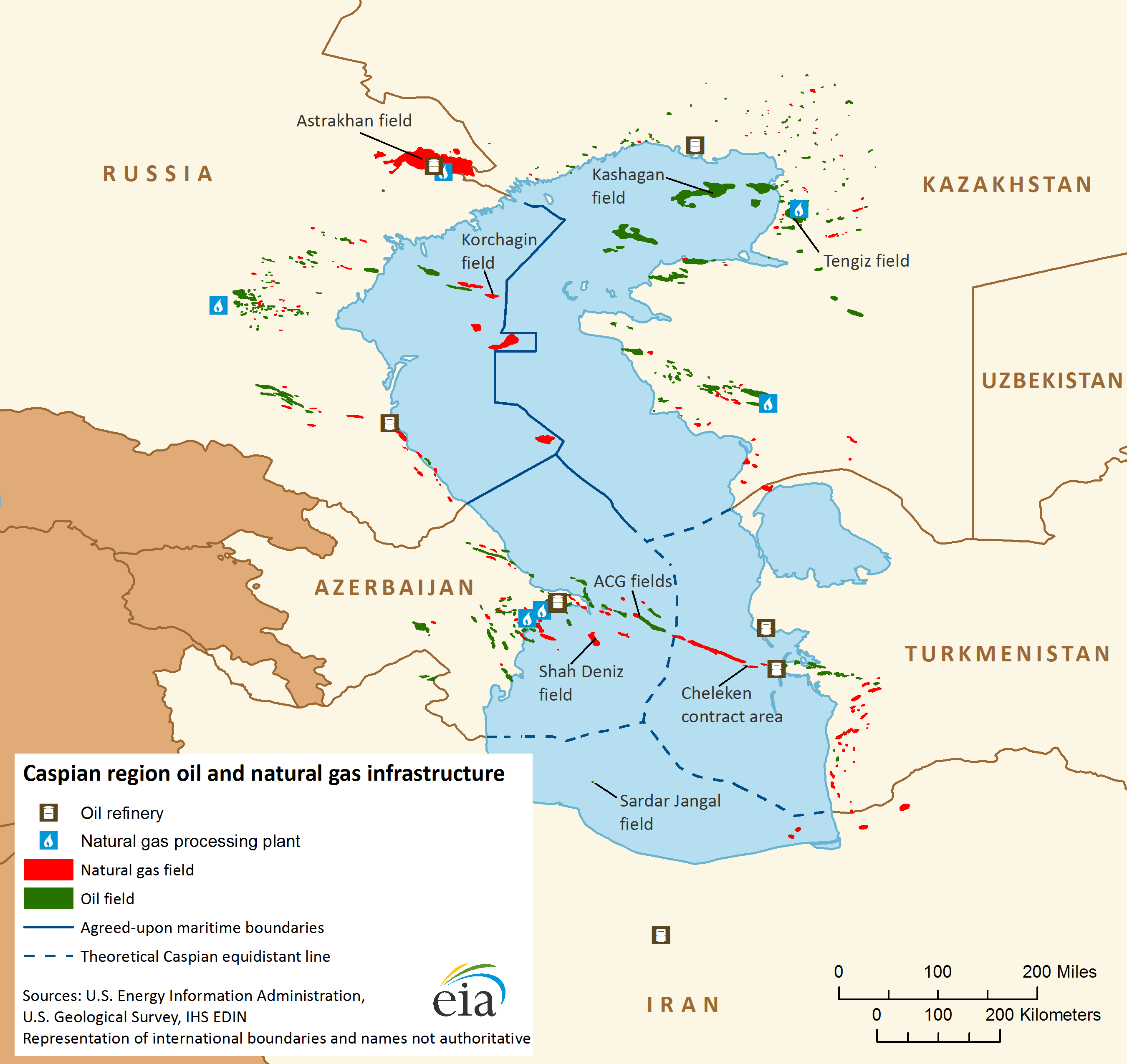
Схема раздела дна Каспийского моря. Сплошной линией изображены утверждённые границы российского, азербайджанского и казахстанского участков, пунктирной — возможные

Российской Федерацией заключены соглашение с Казахстаном о разграничении дна северной части Каспийского моря в целях осуществления суверенных прав на недропользование (от 6 июля 1998 г. и Протокол к нему от 13 мая 2002 года), соглашение с Азербайджаном о разграничении сопредельных участков дна северной части Каспийского моря (от 23 сентября 2002 года), а также трёхстороннее российско-азербайджано-казахстанское соглашение о точке стыка линий разграничения сопредельных участков дна Каспийского моря (от 14 мая 2003 года), которыми установлены географические координаты разделительных линий, ограничивающих участки дна, в пределах которых стороны осуществляют свои суверенные права в сфере разведки и добычи минеральных ресурсов.

### Рамочная Конвенция по защите морской среды Каспийского моря
4 ноября 2003 года в Тегеране (Иран) представителями пяти прикаспийских стран: Азербайджанской Республики, Исламской Республики Иран, Республики Казахстан, Российской Федерации и Туркменистана была подписана Рамочная конвенция по защите морской среды Каспийского моря.
Целью Конвенции является «защита морской среды Каспийского моря от загрязнения, включая защиту, сохранение, восстановление, устойчивое и рациональное использование его биологических ресурсов». Конвенция вступила в силу 12 августа 2006 года.

### Проблемы безопасности
Эксперт в области энергетики и международной безопасности НИУ ВШЭ Александр Симонов в интервью Институту каспийского сотрудничества назвал ресурсный потенциал Каспия значительным фактором глобальной безопасности.